# ميليس جيفري
ميليس جيفري (بالإنجليزية: Myles Jeffrey)‏ هو ممثل أمريكي، ولد في 5 أكتوبر 1990 في الولايات المتحدة.

## أعمال

### أفلام
- (1997) الوجه المخلوع[3][4][5]

## وصلات خارجية
- ميليس جيفري على موقع IMDb (الإنجليزية)
- ميليس جيفري على موقع قاعدة بيانات الفيلم (الإنجليزية)